# Hofte
Hoften (lat. coxa) er et anatomisk område i hvirveldyr, som vedrører hofteleddet og de omgivende muskler. Hoften omfatter regio glutealis (sæderegionen) og regio coxalis (hofteregionen).

## Hofteleddet
Hofteleddet (art. coxae) er et ægte led af typen kugleled, som forbinder lårbenet (os femoris) med bækkenet (pelvis). Ledhovedet er den kugleformede øvre ende af lårbenet, caput femoris, og ledskålen er den konkave flade acetabulum på hver side af bækkenet.
Bevægelser i leddet:
- Flexion (0-120˚) og ekstension (0-30˚)
- Abduktion(0-45˚) og adduktion(0-30˚)
- Udadrotation(0-60˚) og indadrotation(0-40˚)

## Hoftemusklerne
Hoftemusklerne er de muskler der spænder mellem bækkenet og den proximale del af lårbensknoglen.
Lændemusklen er inkluderet på grund af dens virkning på hofteleddet, selv om den ikke er en egentlig hoftemuskel.
I. Lændemusklen
1. M. iliopsoas - består af to dele:
  1. M. psoas major og m. psoas minor
  2. M. iliacus

II. Sædemusklerne
1. M. gluteus maximus
2. M. gluteus medius
3. M. gluteus minimus
4. M. tensor fasciae latae

III. Hofteleddets små udadrotatorer
1. M. piriformis
2. M. gemellus superior
3. M. gemellus inferior
4. M. obturatorius internus
5. M. quadratus femoris
6. M. obturatorius externus

Hofteleddets små udadrotatorer innerveres gennem plexus sacralis, med undtagelse af m. obturatorius internus fra plexus lumbalis.
| Anatomi | Spire Denne artikel om anatomi er en spire som bør udbygges. Du er velkommen til at hjælpe Wikipedia ved at udvide den. |